# Scurria plana
Scurria plana is een slakkensoort uit de familie van de Lottiidae. De wetenschappelijke naam van de soort is voor het eerst geldig gepubliceerd in 1846 door Philippi.